# Pär Hansson
Pär Johan Åke Hansson (født 22. oktober 1978 i Vejbystrand, Sverige) er en svensk tidligere fodboldspiller (målmand).
Hansson spillede størstedelen af sin karriere i hjemlandet hos Helsingborgs IF. Han repræsenterede klubben af to omgange, i sammenlagt 13 år, og var med til at vinde både det svenske mesterskab og to pokaltitler. Han havde også et udlandsophold hos Feyenoord i Holland, hvor han på halvanden sæson dog kun nåede at spille én ligakamp.
Hansson spillede desuden seks kampe for Sveriges landshold. Han debuterede for holdet i en venskabskamp mod Botswana 19. januar 2011. Han var med i den svenske trup til EM 2012 i Polen og Ukraine, men kom dog ikke på banen i turneringen, hvor svenskerne blev slået ud efter det indledende gruppespil.

## Titler
Allsvenskan
- 2011 med Helsingborgs IF

Svenska Cupen
- 2010 og 2011 med Helsingborgs IF

Svenska Supercupen
- 2011 og 2012 med Helsingborgs IF

Æresdivisionen
- 2017 med Feyenoord

KNVB Cup
- 2016 med Feyenoord